# Kurt Wüthrich
Kurt Wüthrich, född 4 oktober 1938 i Aarberg, Schweiz, nobelpristagare i kemi år 2002. Han tilldelades priset för "sin utveckling av kärnmagnetisk resonansspektroskopi för bestämning av biologiska makromolekylers tredimensionella struktur i lösning". Han tilldelades halva prissumman. Den andra halvan delades av amerikanen John Fenn och japanen  Koichi Tanaka.
Han fick doktorsgrad i oorganisk kemi 1964 vid Universität Basel. Han är professor i biofysik vid ETH (Eidgenössische Technische Hochschule), Zürich, samt gästprofessor vid The Scripps Research Institute, La Jolla, Kalifornien.
Wüthrich har vidareutvecklat en gammal metod för kemiska molekylanalyser nämligen kärnmagnetisk resonansspektroskopi, NMR. Med NMR får man information om molekylernas tredimensionella struktur och rörlighet. Genom sitt arbete i början av 1980-talet har Kurt Wüthrich gjort det möjligt att använda NMR på proteiner. Han utvecklade dels en generell metod att systematiskt bestämma vissa fixpunkter i proteinmolekylen, dels en princip att bestämma avstånden mellan dessa. Med hjälp av avstånden kunde han räkna ut proteinets tredimensionella struktur. Fördelen med NMR är att man kan studera proteinerna i lösning, dvs. i en omgivning som liknar miljön i cellen.